# Médaille Lilienthal
La médaille Lilienthal est une décoration décernée par la Fédération aéronautique internationale (FAI) aux personnes qui se sont distinguées par leur performance ou leur implication notable dans le domaine du vol à voile.

## Historique
La Fédération aéronautique internationale (FAI) instaure la récompense en 1938, en l'honneur du pionnier allemand de l'aviation humaine Otto Lilienthal.

## Récipiendaires
| Année | Récipiendaire               | Remarque                                                   |
| ----- | --------------------------- | ---------------------------------------------------------- |
| 1938  | Tadeusz Góra                | pour un vol de plus de 577 kilomètres                      |
| 1948  | Per-Axel Persson            |                                                            |
| 1949  | John C. Robinson            |                                                            |
| 1950  | William S. Ivans            |                                                            |
| 1951  | Marcelle Choisnet-Gohard    |                                                            |
| 1952  | Charles Atger               |                                                            |
| 1953  | Vladimir Iltchenko          |                                                            |
| 1954  | Philip Wills                |                                                            |
| 1955  | Joachim Küttner             |                                                            |
| 1956  | Paul MacCready              |                                                            |
| 1957  | Don Luis Vicente Juez Gomez |                                                            |
| 1958  | Wolf Hirth                  |                                                            |
| 1959  | Richard Schreder            |                                                            |
| 1960  | Pelagia Majewska            |                                                            |
| 1961  | Adolph Gehriger             |                                                            |
| 1962  | Paul Bikle                  |                                                            |
| 1963  | Heinz Huth                  |                                                            |
| 1964  | Alvin H. Parker             |                                                            |
| 1965  | Edward Makula               |                                                            |
| 1966  | Anne Burns                  |                                                            |
| 1967  | Lennart Stahlfors           |                                                            |
| 1968  | Alejo Williamson            |                                                            |
| 1969  | Éric Nessler                |                                                            |
| 1970  | Hans-Werner Grosse          |                                                            |
| 1971  | Karl Striedieck             |                                                            |
| 1972  | Jan Wróblewski              | Double Champion du monde en 1965 (Open) et 1972 (Standard) |
| 1973  | Ann Welch                   |                                                            |
| 1974  | August Hug                  |                                                            |
| 1975  | Adela Dankowska             | pour ses records et sa victoire en 1975                    |
| 1976  | Louis A. de Lange           |                                                            |
| 1977  | George B. Moffat, Jr.       |                                                            |
| 1978  | Helmut Reichmann            |                                                            |
| 1980  | Hans Wolf                   |                                                            |
| 1981  | George Lee                  | Triple Champion du monde                                   |
| 1982  | Hans Nietlispach            |                                                            |
| 1984  | C.E. Wallington             |                                                            |
| 1985  | Sholto Hamilton Georgeson   |                                                            |
| 1986  | Dick Johnson                |                                                            |
| 1987  | Juhani Horma                |                                                            |
| 1988  | Ingo Renner                 |                                                            |
| 1990  | Fred Weinholtz              |                                                            |
| 1991  | Raymond W. Lynskey          |                                                            |
| 1992  | Franciszek Kępka            |                                                            |
| 1993  | Bernald S. Smith            |                                                            |
| 1994  | Terrence Delore             |                                                            |
| 1995  | Tor Johannessen             |                                                            |
| 1997  | Manfred Reinhardt           |                                                            |
| 1998  | Oran Nicks                  |                                                            |
| 1999  | Hana Zejdova                |                                                            |
| 2000  | Klaus Ohlmann               |                                                            |
| 2001  | James M. Payne              |                                                            |
| 2002  | John Hamish Roake           |                                                            |
| 2003  | Piero Morelli               |                                                            |
| 2004  | Janusz Centka               |                                                            |
| 2005  | Ian Strachan                |                                                            |
| 2006  | Alan Patching               |                                                            |
| 2007  | Derek Piggott               |                                                            |
| 2008  | Roland Stuck                |                                                            |
| 2009  | Ross Macintyre              |                                                            |
| 2010  | Reiner Rose                 |                                                            |
| 2011  | Giorgio Galetto             |                                                            |